# Wintershall Dea
Wintershall Dea AG – niemieckie przedsiębiorstwo z siedzibą w Celle, które prowadzi działalność w zakresie poszukiwania i produkcja ropy naftowej i gazu.
Przedsiębiorstwo powstało w 2019 r. w wyniku fuzji spółki gazowej Wintershall, która należała do niemieckiego koncernu chemicznego BASF, ze spółką DEA Deutsche Erdoel AG, należącą do grupy rosyjskich miliarderów.
Głównym akcjonariuszem spółki jest BASF (72,7%), reszta należy do funduszu LetterOne, w którym blisko połowę udziałów posiadają rosyjscy oligarchowie Michaił Fridman i Piotr Awen.
Spółka posiadała udziały m.in. w trzech spółkach joint venture na terenie Rosji: Achimgaz (po 50% wspólnie z Gazpromem), Siewiernieftiegazprom (35%; Gazprom – 40%, OMV – 25%) i Achim Development (25%; reszta w rękach Gazpromu), za których pośrednictwem operuje na syberyjskich złożach Urengoj i Jużnorusskoje.

## Historia
Wintershall, spółka-córka koncernu chemicznego BASF była filarem współpracy energetycznej z Rosją i głównym partnerem Gazpromu.
BASF i rosyjska firma wymieniły się aktywami w ramach transakcji wartej 12 miliardów euro: niemiecki koncern otrzymał licencje na wydobycie na Syberii, w zamian za co Gazprom przejął udziały w prowadzonej odtąd wspólnie działalności w zakresie obrotu i magazynowania gazu ziemnego w Niemczech. W ten sposób rosyjska firma przejęła m.in. kontrolę nad magazynami gazu w Rehden, Jemgum i Haidach w Austrii.
Rosja była dla przedsiębiorstwa najważniejszym obszarem wydobycia, a ze złóż gazu na Syberii pochodziła połowa produkcji. Spółka posiadała na terenie Rosji udziały w trzech spółkach joint venture: Achimgaz (po 50% wspólnie z Gazpromem), Siewiernieftiegazprom (35%; Gazprom – 40%, OMV – 25%) i Achim Development (25%; reszta w rękach Gazpromu).
Także jako akcjonariusz spółki Nord Stream 2 Wintershall był najważniejszym orędownikiem bliskiej współpracy energetycznej z Rosją.
W styczniu 2023 roku spółka ogłosiła decyzję o wycofaniu się z Rosji, powołując się na niemożność pogodzenia „wojny napastniczej prowadzonej przez Rosję z jej wartościami” i krytykując jej „faktyczne wywłaszczenie” przez Rosję.
BASF poniósł z tego tytułu stratę w wysokości 7,3 miliarda euro.